# Dutch Open 1912
Het Dutch Open van 1912 was de eerste editie van het golftoernooi, dat sinds 1972 deel uitmaakt van de Europese PGA Tour. 
Het toernooi werd op 1 september 1912 gehouden op de 9-holes-baan van de Hague Golf Club, die toen nog bij Clingendael speelde. Het was een officieus toernooi, omdat er nog geen Nederlands Golf Comité, de voorloper van de Nederlandse Golf Federatie, bestond. Dat werd pas in 1914 opgericht.
Aan het toernooi deden twaalf spelers mee, waaronder drie Engelse professionals die in België werkten: George Pannell, Charles Warren en W. Philpot (Antwerpse GC). Het prijzengeld is niet bekend.

## Uitslag
| Naam                                  | Club                | Score           | Nr |
| ------------------------------------- | ------------------- | --------------- | -- |
| George Pannell                        | Brussel en Oostende | 42-40-38-38=158 | 1  |
| Charles Warren                        | Knokke GC           | 44-41-37-37=159 | 2  |
| Albert James Ife                      | Hague GC            | 40-40-41-41=162 | 3  |
| Jhr Edgar Michiels van Verduynen (Am) | Hague GC            | 42-39-45-39=165 | 4  |
| Jhr Aarnout Snouck Hurgronje (Am)     | Hague GC            | 45-40-41-39=165 | 5  |